# William Boeing
William Edward Boeing (1. října 1881 – 28. září 1956) byl americký průkopník letectví, zakladatel společnosti The Boeing Company.

## Životopis
William Boeing se narodil v americkém Detroitu bohatému důlnímu inženýrovi německého původu Wilhelmu Böingovi z města Hagen, který se rovněž živil jako obchodník se dřevem a Marii M. Ortmannové z Vídně. Své jméno si změnil v roce 1900 po svém návratu ze studií ve Švýcarsku. Poté nastoupil na Yaleovu univerzitu. V roce 1903 Boeing univerzitu opustil, aby se vzápětí začal věnovat obchodu se dřevem jako jeho otec, který v roce 1890 zemřel. Boeing koupil rozsáhlé lesy v okolí zálivu Grays Harbor ve státě Washington. Mimo jiné zde vlastnil i závodní dráhu pro koně. Když Boeing, coby prezident dřevařské společnosti Greenwood Timber Company, přicestoval v roce 1909 do Seattlu, kde se konala Alaska–Yukon–Pacific expozice, a poprvé v životě zde uviděl létající stroje řízené člověkem, byl jimi okamžitě fascinován. Krátce poté si William koupil letadlo od společnosti Glenn L. Martin Company a začal se pod vedením samotného Glenna L. Martina učit létat. Netrvalo dlouho a Boeing své nové letadlo poničil. Když mu bylo Martinem řečeno, že náhradní díly nebudou k dispozici po dobu několika měsíců, rozzuřil se. Svému příteli Georgovi Westerveltovi tehdy řekl: „Můžeme si lepší letadlo postavit sami a rychleji“. Westervelt souhlasil. Brzy nato postavili obojživelný dvouplošník B&W Flying Boat s vynikajícím výkonem. Po tomto úspěšném projektu se Boeing rozhodl vstoupit do leteckého průmyslu a koupil starou loděnici na řece Duwamish nedaleko Seattlu, kde vybudoval továrnu.
V roce 1916 William Boeing společně s Georgem Conradem Westerveltem pod iniciály B & W založili společnost Pacific Aero Products Co. První letadlo, které tato firma postavila, byl Boeing Model 1. Když v dubnu 1917 vstoupila Amerika do první světové války změnil Boeing název své společnosti z Pacific Aero Products Co. na Boeing Airplane Company a obdržel od amerického námořnictva objednávku na padesát letadel. Po skončení války se William Boeing soustředil na komerční letadla a na leteckou přepravu pošty. Vybudoval úspěšnou poštovní leteckou společnost Boeing Air Transport, která později začala přepravovat i cestující a stala se předchůdcem letecké společnosti United Airlines.
V roce 1921 se William Boeing oženil s Berthou Marií Paschall, která měla ze svého prvního manželství již dva syny Nathaniela Paschalla Jr. a Cranstona Paschalla. William se stal jejich nevlastním otcem a společně se ženou měli ještě vlastního syna Williama E. Boeinga Jr. Nat Paschall se později stal obchodním manažerem ve společnosti Douglas Aircraft a poté v McDonnell Douglas. William E. Boeing jr. se zase stal proslulým soukromým pilotem.
V roce 1934 vláda Spojených států obvinila Williama Boeinga z monopolních praktik. V témže roce donutil nový zákon společnost rozdělit na více segmentů a oddělit tak letový provoz od výroby. V důsledku toho se Boeing zbavil vlastnictví své společnosti United Aircraft and Transport Corporation, rozdělil jí na tři části a z firmy odešel. Společnost se rozdělila na následující subjekty:
- United Aircraft Corporation – výroba z východního pobřeží (dnes pod názvem United Technologies Corporation)
- Boeing Airplane Company – výroba na západním pobřeží (dnes The Boeing Company)
- United Airlines – letecká společnost

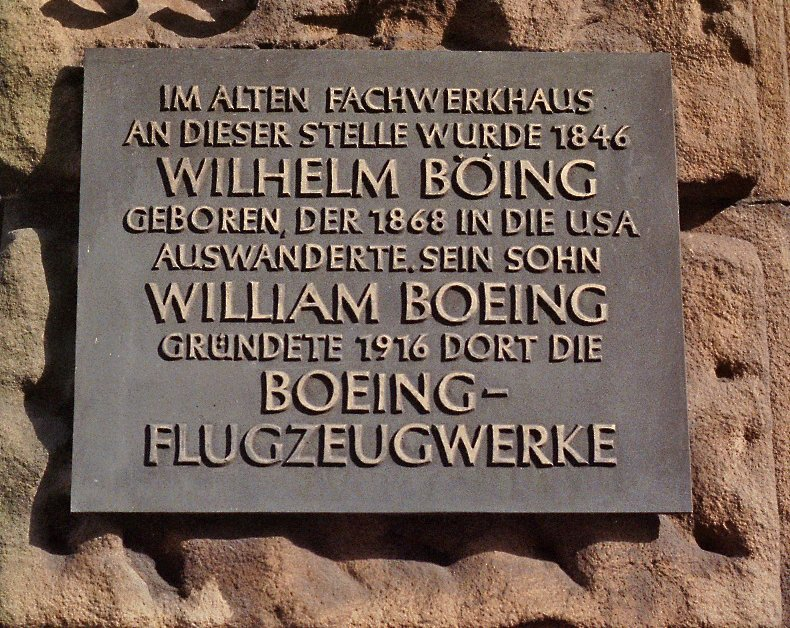
Pamětní deska Williama Boeinga a jeho otce Wilhema Böinga v německém městě Hohenlimburg

Rok od prodeje firmy opustil William Boeing letecký průmysl. Zbytek svého života strávil v oboru nemovitostí a chovu plnokrevných koní. William Boeing zemřel na infarkt dne 28. září 1956 ve věku 74 let. Srdeční příhoda ho zastihla na palubě jeho jachty v jachtovém klubu v Seattlu a při příjezdu lékařské pomoci již nejevil známky života. Jeho popel byl rozptýlen na pobřeží Britské Kolumbie, kde trávil mnoho času na své plachetnici Taconite.
V roce 1966 byl William Boeing uveden do Národní letecké síně slávy.